# Jackie Wright
Jackie Wright (Belfast, 1904. szeptember 24. – Belfast, 1989. január) északír származású színész.
15 éven át játszotta Benny Hill kopasz segédjét a The Benny Hill Show-ban, mely a legismertebb szerepe volt. Jeleneteiben leginkább felgyorsított mozgásban láthattuk őt, miként Benny sokszor a fején dobolt jellegzetes csettintő hangot kiadva. Wright 150 centis termetével és ír akcentusával vált a műsor sztárjává.

## Élete és pályafutása
Tizenkét gyerekes család legidősebb gyermeke volt. Kezdetekben autók karosszériájának összeszerelésével foglalkozott, később kárpitosként dolgozott az Amerikai Egyesült Államokban a Cadillac-nél, majd az 1929-es nagy gazdasági világválság hatására visszament szülővárosába, Belfastba. 
Ekkor a szórakoztatóiparban kezdett dolgozni, először mint zenész, aztán mint humorista. Benny Hill az 1960-as években figyelt fel tehetségére és megkérte, hogy csatlakozzon a társulatához. A felkérést örömmel elfogadta és az 1960-as évek végén, az 1970-es években, valamint az 1980-as évek elején a Benny Hill showban szerepelt 1983-ig, amikor is leromlott egészségi állapota miatt kilépett a sorozatból. 
Öt és fél évvel később egy belfasti kórházba került, ahol nem sokkal később meghalt. Betegségét nem hozták a nyilvánosságra.